# Howard Lutnick
Howard Lutnick (rodným jménem Howard William Lutnick; * 14. července 1961 Long Island) je americký podnikatel a filantrop, od února 2025 ministr obchodu Spojených států amerických ve druhé vládě Donalda Trumpa.

## Mládí a vzdělání
Howard William Lutnick se narodil 14. července 1961 na Long Islandu ve státě New York do židovské rodiny. Jeho otec Solomon (1928–1979) byl profesorem historie a matka Jane (rozené Lieberman; 1935–1978) byla malířka a sochařka. Má starší sestru Edith (* 1959/1960), která pracuje pro neziskovou organizaci. Jeho mladší bratr Gary (1964/1965–2001) zemřel při teroristických útocích z 11. září.
Vyrůstal v Jerichu na Long Islandu, kde také navštěvoval střední školu. V roce 1983 získal titul Bachelor of Arts v oboru ekonomie na Haverford College. Během studia hrál tenis.

## Kariéra

### Filantropie (2001–současnost)
Po teroristických útocích z 11. září 2001 věnoval nadaci Cantor Fitzgerald Foundation 1 milion amerických dolarů. V říjnu téhož roku založil fond Cantor Fitzgerald Relief Fund, který finančně podporoval rodiny dotčené útoky. V září 2002 věnovala společnost Cantor Fitzgerald fondu 4 miliony dolarů. Cantor Fitzgerald a BGC Partners každoročně organizují charitativní akce s cílem pomoct rodinám zesnulých; do září 2014 se na těchto akcích vybralo 101 milionů dolarů. Samotný fond daroval od roku 2006 rodinám 180 milionů dolarů. Cantor Fitzgerald Relief Fund přispěl také při odklízení následků hurikánů.

### Politické aktivity (2016–současnost)
Lutnick je registrovaným republikánem; v rozhovoru pro The Wall Street Journal se označil za „fiskálního konzervativce a sociálního liberála, který opustil Demokratickou stranu poté, co měl pocit, že se strana posunula více doleva“. V roce 2016 finančně podpořil prezidentskou kandidátku Hillary Clinton a kandidátku do Senátu Kamalu Harris. Analýza agentury Bloomberg News a neziskové organizace OpenSecrets zjistila, že manželé Lutnickovi poskytovali politické dary od roku 1989. V květnu 2019 deník The New York Times zveřejnil, že Lutnick uspořádal finanční sbírku pro amerického prezidenta Donalda Trumpa, která vynesla více než 5 milionů amerických dolarů. V roce 2024 působil jako fundraiser pro senátora Tima Scotta.
V červnu 2024 se podílel na fundraising pro Donalda Trumpa. V srpnu vybral pro Trumpa 15 milionů dolarů. Téhož měsíce byl jmenován spolupředsedou Trumpova přechodného týmu. V říjnu se spolu s Elonem Muskem objevil na shromáždění Trumpových příznivců.
Po říjnovém setkání s Robertem F. Kennedym Jr. prohlásil, že „je přesvědčen, že vakcíny způsobují autismus“. Ten samý měsíc řekl listu New York Post, že think tank The Heritage Foundation, který koordinoval Projekt 2025, je „radioaktivní“.

### Majetek
V lednu 2006 byl jmenován členem představenstva nadace World Trade Center Memorial Foundation. Je také členem představenstva lékařské fakulty Cornellovy univerzity. V lednu 2025 jeho majetek činil 806 milionů amerických dolarů. Vlastní podíly ve společnostech GE Aerospace, GE Healthcare, The Walt Disney Company a Nasdaq, Inc. V roce 2019 a 2023 si od Bank of America půjčil přes 100 milionů dolarů.

## Ministr obchodu Spojených států amerických
Po prezidentských volbách 2024 byl Lutnick spolu se Scottem Bessentem považován za jednoho z kandidátů na post ministra financí. Deník The New York Times uvedl, že Donald Trump považuje Lutnicka za „manipulátora“. Lutnickovu kandidaturu podpořil např. blízký spolupracovník Trumpa Elon Musk, který označil Bessenta za „volbu pro běžné fungování“. Dne 19. listopadu 2024 však Trump nominoval Lutnicka na post ministra obchodu.
Až do svého oficiálního jmenování do funkce v únoru 2025 se soukromě zúčastnil několika jednání s firmami a zeměmi o Trumpově hospodářské politice. Dne 29. ledna 2025 vystoupil před senátním výborem pro obchod, vědu a dopravu, kde propagoval Trumpova cla a přislíbil, že chce být tvrdý vůči Číně a znemožnit ji dovoz technologií.
Dne 18. února jeho nominaci schválil Senát poměrem hlasů 51:45. Úřadu se ujal 21. února.